# Telecommunications Act of 1996
Der Telecommunications Act von 1996 ist ein Bundesgesetz in den Vereinigten Staaten. Es 
war die erste grundlegende Überarbeitung des amerikanischen Telekommunikationsrechts seit dem Communications Act von 1934. Es wurde vom 104. Kongress am 3. Januar 1996 verabschiedet und von Präsident Bill Clinton am 8. Februar 1996 unterzeichnet. 
Das Gesetz stieß auf starke Kritik durch Netzaktivisten und war Anlass für die Unabhängigkeitserklärung des Cyberspace von John Perry Barlow, einem Mitbegründer der Electronic Frontier Foundation.

## Inhalt
Das Gesetz reguliert:
- Funksendungen von Fernseh- und Radiostationen
- Kabelanbieter
- Satellitenanbieter
- Mobilfunk- und Festnetzgesellschaften.

Ziel des Gesetzes war die Aufhebung von Wettbewerbsbeschränkungen und die Verstärkung des Wettbewerbes. Dazu wurden Marktbarrieren entfernt, welche bisher einen direkten Wettbewerb der Anbieter verhindert hatten. Beispielsweise wurde nun Wettbewerb zwischen lokalen Telefonanbietern ermöglicht.
Das Gesetz führte zu einer Reihe von Unternehmenszusammenschlüssen, unter anderem:
- den Kauf von Tele-Communications Inc. (TCI) durch AT&T
- den Zusammenschluss von Bell Atlantic (heute Verizon Communications) und NYNEX
- den Zusammenschluss von Southwestern Bell und Verizon zu SBC Communications, welche später Ameritech kaufte
- den Zusammenschluss von MCI Communications und WorldCom zu MCI WorldCom
- den Zusammenschluss von Bell Atlantic und GTE zu Verizon.

Das Ziel des Gesetzes der Erhöhung des Wettbewerbes konnte nicht erreicht werden. Vielmehr verstärkte sich die Marktmacht einzelner Anbieter. 
Teil des Gesetzes war ebenfalls der Communications Decency Act, welcher ursprünglich die Regulierung von Pornographie im Internet zum Ziel hatte.